# 두산모빌리티이노베이션
두산모빌리티이노베이션(Doosan Mobility Innovation)은 대한민국의 무인 항공기 회사이다. 연료전지 사업, 연료전지의 모바일 적용, 안정적인 장거리 비행 솔루션 등이 사업의 주요 영역이다.
수소연료전지기술을 통해 2시간의 혁신적인 비행가능시간을 실현하여, 취미용이었던 드론의 산업활용가능도를 크게 증가시켰다.